# Arrondissement Florac
Das Arrondissement Florac (französisch Arrondissement de Florac; okzitanisch Arrondiment de Florac) ist eine französische Verwaltungseinheit im Département Lozère innerhalb der Region Okzitanien. Verwaltungssitz (Unterpräfektur) ist Florac.
Es besteht aus vier Wahlkreisen und 38 Gemeinden.

## Wahlkreise
- Kanton La Canourgue (mit drei von neun Gemeinden)
- Kanton Le Collet-de-Dèze
- Kanton Florac Trois Rivières
- Kanton Saint-Étienne-du-Valdonnez (mit vier von 18 Gemeinden)

## Gemeinden
Die Gemeinden des Arrondissements Florac sind:
1. Barre-des-Cévennes (48019)
2. Bassurels (48020)
3. Bédouès-Cocurès (48050)
4. Cans et Cévennes (48166)
5. Cassagnas (48036)
6. Florac Trois Rivières (48061)
7. Fraissinet-de-Fourques (48065)
8. Gabriac (48067)
9. Gatuzières (48069)
10. Gorges du Tarn Causses (48146)
11. Hures-la-Parade (48074)
12. Ispagnac (48075)
13. La Malène (48088)
14. Le Collet-de-Dèze (48051)
15. Le Pompidou (48115)
16. Le Rozier (48131)
17. Les Bondons (48028)
18. Mas-Saint-Chély (48141)
19. Massegros Causses Gorges (48094)
20. Meyrueis (48096)
21. Moissac-Vallée-Française (48097)
22. Molezon (48098)
23. Pont de Montvert - Sud Mont Lozère (48116)
24. Rousses (48130)
25. Saint-André-de-Lancize (48136)
26. Sainte-Croix-Vallée-Française (48144)
27. Saint-Étienne-Vallée-Française (48148)
28. Saint-Germain-de-Calberte (48155)
29. Saint-Hilaire-de-Lavit (48158)
30. Saint-Julien-des-Points (48163)
31. Saint-Martin-de-Boubaux (48170)
32. Saint-Martin-de-Lansuscle (48171)
33. Saint-Michel-de-Dèze (48173)
34. Saint-Pierre-des-Tripiers (48176)
35. Saint-Privat-de-Vallongue (48178)
36. Vebron (48193)
37. Ventalon en Cévennes (48152)
38. Vialas (48194)

## Ehemalige Gemeinden seit der landesweiten Neuordnung der Kantone
bis 2016:
Le Massegros, Le Recoux, Les Vignes, Montbrun, Quézac, Sainte-Enimie, Saint-Georges-de-Lévéjac, Saint-Rome-de-Dolan
bis 2015:
Bédouès, Cocurès, Florac, Fraissinet-de-Lozère, La Salle-Prunet, Le Pont-de-Montvert, Saint-Andéol-de-Clerguemort, Saint-Frézal-de-Ventalon, Saint-Julien-d’Arpaon, Saint-Laurent-de-Trèves, Saint-Maurice-de-Ventalon

## Bevölkerung
| 1881                                                                      | 1891   | 1901   | 1911   | 1921   | 1931   | 1936   | 1954   |
| ------------------------------------------------------------------------- | ------ | ------ | ------ | ------ | ------ | ------ | ------ |
| 35.854                                                                    | 33.367 | 30.391 | 28.221 | 23.830 | 21.525 | 20.115 | 15.209 |
| 1962                                                                      | 1968   | 1975   | 1982   | 1990   | 1999   | 2011   |        |
| 14.024                                                                    | 12.660 | 11.925 | 11.587 | 11.801 | 12.524 | 13.249 |        |
| (1881–1954: Gesamtbevölkerung \| 1962–2011: Bevölkerung mit Erstwohnsitz) |        |        |        |        |        |        |        |